# Замок Франкенштейн
Замок Франкенштейн (нем. Burg Frankenstein) – замок в Германии, построенный на  высоте (370 м) одной из вершин горного массива Оденвальд к югу от немецкого города Дармштадт (земля Гессен) в 35 км от Франкфурта с видом на долину Рейна.
Считается, что замок Франкенштейн приобрел свою популярность благодаря готическому роману «Франкенштейн, или Современный Прометей» (1818 г.) английской писательницы Мэри Шелли, которая, как считают многие, вдохновилась на написание романа, посетив сам замок в начале 1800-х.

## История
Впервые замок упоминается в летописях в 1252 году, однако построен он был ещё до 1250 года Конрадом II Райц фон Бройберг на земле, которая досталась ему в приданое за свою супругу. Впоследствии он назвал себя фон-унд-Франкенштейн. С тех пор ведется отсчет существования немецкого рода Франкенштейнов.  В те времена Франкенштейны  были довольно влиятельными и богатыми, их владения  были не только в Дармштадте, Гессене, но и в других землях Германии.
За историю своего существования замок неоднократно становился предметом борьбы между наследниками и прочими претендентами на эту мощную крепость. В 1363 году он был разделен на две части и принадлежал двум различным семействам лордов и рыцарей Франкенштейна. 
Очень часто в те времена замок использовался как крепость, рыцарям Франкенштейнам была на руку мощная оборонительная способность строения. Там был и подвесной мост к воротам в крепостной башне, и массивные крепостные стены, воздвигнутые к началу XV века. Изобретение пушек большой разрушительной силы потребовало усиления оборонительных сооружений крепости. Поэтому в XV веке замок был расширен и модернизирован.
В 1662 г. после некоторых территориальных конфликтов и ряда судебных процессов, которые возникли у Франкенштейнов в то время, глава семьи Джон I  решил продать родовое гнездо ландграфам Гессена-Дармштадта. Новые хозяева сдавали замок в аренду, были времена, когда он использовался как убежище, госпиталь и даже военная тюрьма. А к XVIII веку замок окончательно пришел в упадок.
Только в середине XIX века эрцгерцог Гессена-Дармштадта Людвиг III решил восстановить замок. Однако реставрационные работы того времени велись очень неточно и неуклюже. Две башни, столь характерные для общего вида замка, сегодня представляют собой исторически неточную копию.
В XX веке замок все больше становится туристическим объектом. В 1960-х годах там был построен ресторан, который, однако, подвергся критике из-за его архитектуры, не очень подходящей для общей картины замка. В 1970-х годах американские солдаты начали проводить в замке ежегодный фестиваль Хэллоуин, который сегодня является самым крупным в своем роде в Германии.

## Легенды и мифы
Алхимик Диппель
В 1673 г. в замке родился Иоганн Конрад Диппель. Он называл себя «фон Франкенштейн», хотя никакого отношения к бывшим владельцам замка не имел. Диппель был знаменитым ученым алхимиком и врачом, читал лекции по хиромантии и алхимии в Германии, Голландии, Дании, Швеции, России, за что всюду подвергался преследованиям христианской церкви. 
Основной целью научной деятельности Диппеля был поиск секрета вечной жизни. Одним из его научных открытий было животное масло, известное как масло Диппеля, которое должно было стать эквивалентно «эликсиру бессмертия», состояло оно из крови, костей и других частей животных  (масло Диппеля до сих пор иногда используется в медицине). Говорят, что во время своих многочисленных трудов по анатомии он не гнушался убивать животных и проводил эксперименты над мертвыми телами, которые эксгумировал на местном кладбище. Были такие эксперименты, как кипячение частей человеческого тела в огромном чане с целью создать искусственное существо, а также попытка переместить душу из одного тела в другое, при помощи воронки, шланга и смазки. 
Ученый даже пытался купить замок Франкенштейна в обмен на формулу эликсира, которую, как он утверждал, недавно обнаружил, однако предложение было отклонено.
Смерть ученого покрыта такой же тайной, как и его жизнь. Однажды он просто исчез, потом был найден у себя в лаборатории в приступе, а повсюду были разбросаны различные части тел.
Многие считают, что Диппель стал прототипом Виктора Франкенштейна — главного героя романа Мэри Шелли «Франкенштейн, или Современный Прометей» (1818).